# Waynoka (Oklahoma)
Waynoka es una ciudad ubicada en el condado de Woods en el estado estadounidense de Oklahoma. En el año 2010 tenía una población de 927 habitantes y una densidad poblacional de 356,54 personas por km².

## Geografía
Waynoka se encuentra ubicada en las coordenadas 36°35′3″N 98°52′47″O / 36.58417, -98.87972 (36.584060, -98.879714).

## Demografía
Según la Oficina del Censo en 2000 los ingresos medios por hogar en la localidad eran de $20,708 y los ingresos medios por familia eran $28,833. Los hombres tenían unos ingresos medios de $24,063 frente a los $16,731 para las mujeres. La renta per cápita para la localidad era de $12,493. Alrededor del 16.6% de la población estaban por debajo del umbral de pobreza.